# Luminette

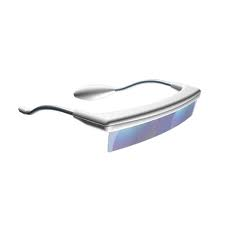
La Luminette 1

La luminette est une paire de lunettes servant à la luminothérapie.

## Origine
À la suite de l'échec de la commercialisation d'un casque de luminothérapie dans les années 1990, est développé «  un système moins encombrant et éclairant mieux la rétine, sans toutefois aveugler ». Le projet ECLAT (2001-2003), financé par la Région wallonne, donne naissance à Lucimed, situé à Villers-le-Bouillet. L'entreprise est un, spin-off de l’université de Liège (Belgique) et aujourd’hui distributrice de la Luminette.

## Caractéristiques

### Description
La luminette est une paire de lunettes qui peut se poser par dessus d’éventuelles lunettes de vision ou lentilles. Une batterie rechargeable est logée dans une de ses branches.

### Composition
Une lentille diffractive est placée sur chaque verre, qui permet la concentration de faisceaux lumineux dans la moitié inférieure de la rétine, quel que soit l’angle d’inclinaison de l’œil. La lumière touchant la rétine régule les rythmes circadiens. Quatre LED produisant cette lumière sont placées sur l’extrémité supérieure de chaque verre, en dehors du champ de vision. Elles émettent de la lumière bleue à 470 nanomètres.

### Production
Il est produit en wallonie. L’assemblage est réalisé dans un atelier à Eeklo (région flamande).

## Effets secondaires
De possibles lésions ou troubles de la vision peuvent advenir chez les personnes souffrant de problèmes ophtalmologiques, ou sensibles à la lumière dans son spectre visible, ou atteintes de maladies rares telles les porphyries. En portant la luminette, il est déconseillé de conduire ou de travailler avec une machine nécessitant un large champ visuel et une attention soutenue. Certains médicaments, comme les antibiotiques tétracyclines, peuvent créer une sensibilité anormale à la lumière[réf. nécessaire].

### Revues universitaires
- E. Di Pietro « Holographie, Une technique lumineuse… toujours d’actualité » Le 15e jour du mois, janvier 2007, mensuel de l’Université de Liège no 160.
- Y. Renotte « Au croisement  de l’optique et  de la photothérapie : “La Luminette” » Science et Culture, mai-juin 2007, bulletin bimestriel no 407, p. 75-83.
- P. Janssens « Concentration de lumière » Le 15e jour du mois, octobre 2006, mensuel de l'Université de Liège, no 157.

### Articles de journaux
(novembre 2013).
- Le Figaro 2016
- JDN
- France 2
- La Libre 2006
- La Libre 2008
- La Libre 2010
- La Libre 2010
- Le Soir 2006
- Le Soir 2006
- Le Soir 2010
- RTL